# NGC 4121
NGC 4121 é uma galáxia elíptica (E) localizada na direcção da constelação de Draco. Possui uma declinação de +65° 06' 52" e uma ascensão recta de 12 horas, 07 minutos e 56,5 segundos.
A galáxia NGC 4121 foi descoberta em 9 de Setembro de 1866 por Heinrich Louis d'Arrest.